# Linea 16 (metropolitana di Pechino)
La linea 16 (in cinese 北京地铁16号线S, Běijīng dìtiě shíliùhào xiànP) è una linea attiva della metropolitana di Pechino.
Gestita dalla Beijing MTR Corporation Limited, la prima sezione della linea 16 è stata inaugurata il 31 dicembre 2016. Il 19 gennaio 2025, con l'inaugurazione della fermata Lize Shangwuqu, tutte le stazioni della linea 16 sono entrate in funzione e rese operative al pubblico.
La linea 16 è composta da un totale di 30 stazioni e si snoda lungo un percorso principalmente da nord-ovest a sud-ovest di 48,9 km, collegando i distretti di Haidian, Xicheng e Fengtai.
Per effettuare l'intera tratta sono necessari circa 85 minuti. La linea 16 è contraddistinta, negli allestimenti dei convogli e nelle mappe ufficiali, dal colore verde prato.

## Storia

### Origini
Dalla fine del 2002, la zona nord del distretto di Haidian era servita unicamente dalla linea 13 della metropolitana, che tuttavia non copriva le aree a nord e a ovest di Baiwangshan, zone in cui la popolazione residente era in forte crescita e dove il traffico stradale stava diventando sempre più congestionato.
Per rispondere a queste esigenze, nell'aprile 2006 il distretto di Haidian propose di estendere la linea 4 da Longbeicun fino a Yongfeng. Il progetto prevedeva la creazione di nuove stazioni a Baiwangshan, Xibeiwang, Hangtian Xicheng e Yongfeng, per un'estensione di circa 8 km. In quel periodo, alcuni abitanti delle zone lungo il tracciato arrivarono perfino a costruire nuove abitazioni in fretta per ottenere maggiori indennizzi per l'esproprio.
Tuttavia, nel gennaio 2010, a causa di fattori sfavorevoli come l'organizzazione operativa, la redditività economica e la distribuzione del traffico passeggeri, il distretto di Haidian abbandonò l'idea di prolungare la linea 4. Si iniziò invece a valutare l'estensione della linea 9 dalla stazione di Biblioteca Nazionale, progetto che fu in seguito abbandonato.
Già nel 2009, però, la linea 16 venne inserita tra i 198 principali progetti di pianificazione urbana dalla Commissione per la riforma e lo sviluppo di Pechino, ma il progetto iniziale prevedeva che la linea 16 avrebbe seguito un percorso di 35 km da Huilongguan, nel distretto di Changping, fino a Huaxiang nel distretto di Fengtai. Il programma iniziale, quindi, si discostava da quello in seguito realizzato.

### Sezione nord: da Bei'anhe a Xiyuan

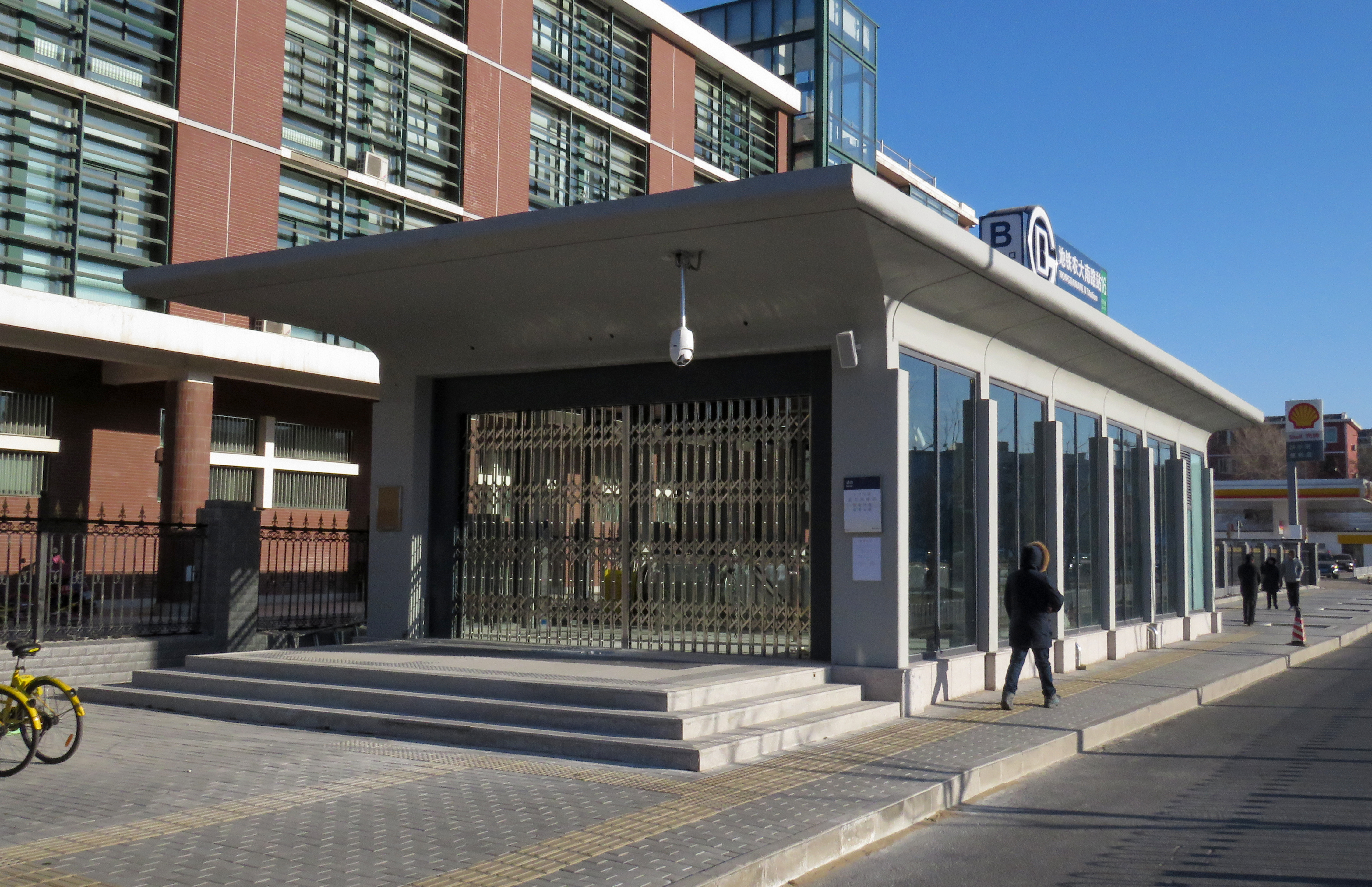
Uno degli ingressi della stazione Nongda Nanlu.

Il 3 giugno 2010, la Beijing Dongzhimen Airport Express Rail Co. Limited pubblicò una serie di bandi per la progettazione della linea 16, dai quali si evinceva che la linea avrebbe attraversato i distretti di Haidian, Xicheng e Fengtai.
Il 24 giugno successivo venne deciso che l'estensione della linea 4, precedentemente ipotizzata e abbandonata, sarebbe stata sostituita dalla linea "Haidian Shanhou", che avrebbe seguito un tragitto nel distretto di Haidian a partire dalla stazione di Bei'anhe, venendo inserita tra i progetti infrastrutturali la cui costruzione sarebbe dovuta necessariamente iniziare entro il 2010. La linea venne denominata "Haidian Shanhou", letteralmente "linea oltre i monti di Haidian", in quanto aveva inizio sul versante posteriore della catena collinare che si estende da Fragrant Hills fino al Palazzo d’Estate.
Il 28 dicembre 2010 venne pubblicato il piano di progettazione della linea 16: prevedeva un tracciato sotterraneo di 23 km da Suzhoujie a Yushuzhuang. Il piano prevedeva, inoltre, la predisposizione presso la stazione di Suzhoujie per una futura integrazione operativa tra la linea 16 e la linea Haidian Shanhou. Il 28 febbraio 2011 venne annunciato l'avvio dei lavori di entrambe le linee.
Nel novembre 2012, il progetto della linea 16 ottenne l'approvazione da parte della Commissione nazionale per lo sviluppo e la riforma. Qualche mese dopo, agli inizi del 2013, venne confermato che la linea Haidian Shanhou sarebbe stata costruita contestualmente alla linea 16, annunciando anche la fusione delle due linee in un'unica linea, inserendo la linea Haidian Shanhou nei progetti della fase II della linea 16. Inoltre, a dicembre 2013, vennero emanate delle modifiche al tracciato della linea, trasformando le stazioni sopraelevate in stazioni sotterranee e rendendo la linea 16 interamente sotterranea.
Nel settembre 2014, la Commissione per la riforma e lo sviluppo di Pechino approvò lo studio di fattibilità del progetto della seconda fase della linea 16: la linea sarebbe partita da Suzhoujie, capolinea della fase I della linea 16, e si sarebbe diretta verso nord passando per il Palazzo d'Estate e culminando a Bei'anhe, per un totale di 23,7 km di tracciato sotterraneo e 12 stazioni.
Tra ottobre 2014 e agosto 2016, i lavori di realizzazione sono andati avanti senza sosta. Il 14 settembre 2016, la Commissione per la gestione e la pianificazione del territorio urbano di Pechino ha pubblicato la proposta di denominazione delle fermate lungo il tratto nord della linea 16. Il 20 settembre successivo sono iniziate le prove di marcia senza passeggeri, durate per 3 mesi circa.
Infine, il 31 dicembre 2016, viene inaugurato e aperto al pubblico il tratto da Bei'anhe a Xiyuan, con l'eccezione della stazione di Nongda Nanlu che è stata, invece, inaugurata il 30 dicembre 2017.
Il 17 maggio 2019, il tratto nord della linea 16 viene interamente coperto da segnale 5G, divenendo la prima metropolitana in Cina a offrire tale copertura.

### Sezione sud: da Xiyuan a Wanpingcheng

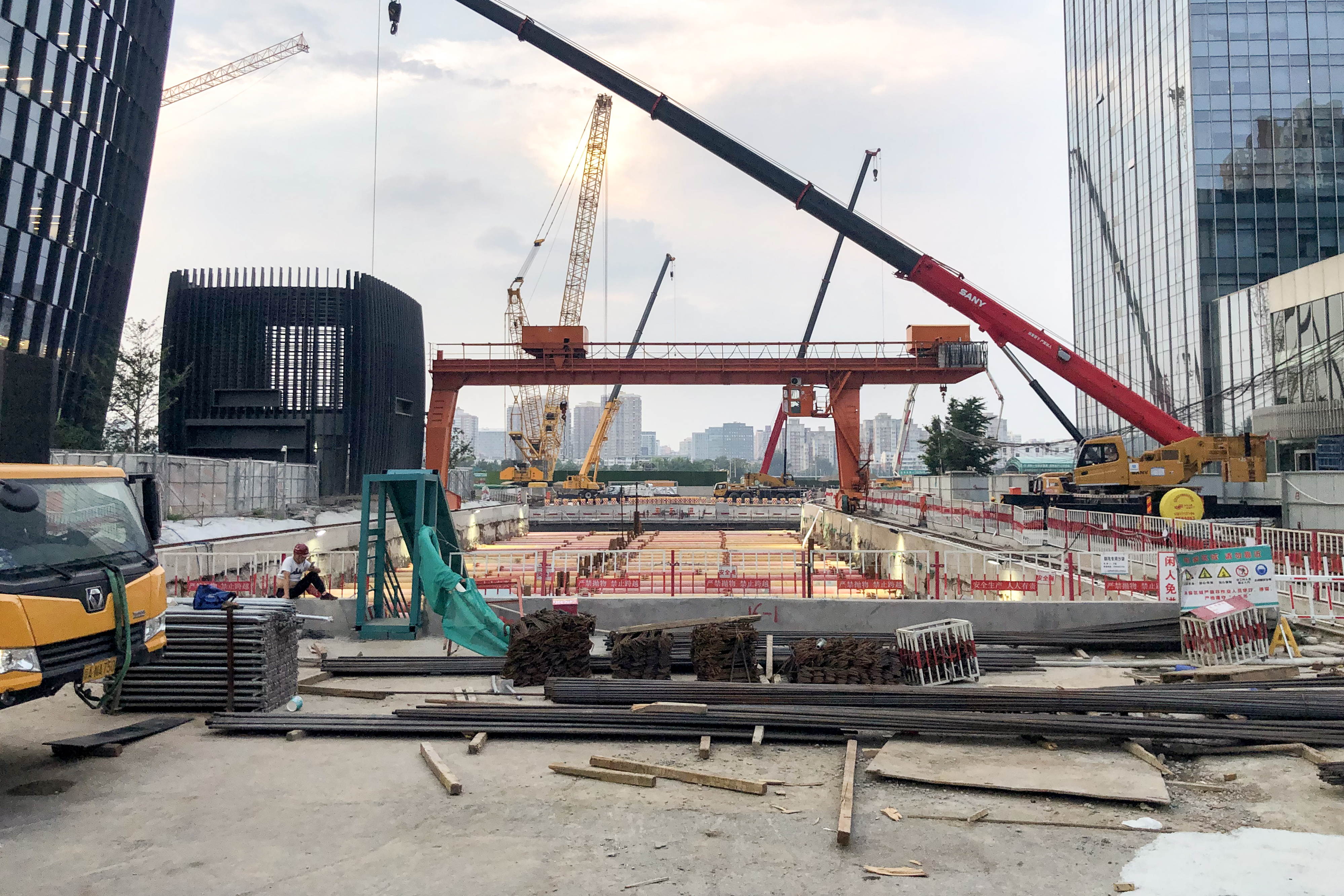
Lavori di costruzione alla stazione Lize Shangwuqu. (2021)

I piani per la linea 16 hanno iniziato a circolare dal 2007, quando la linea venne inserita nel Piano di sviluppo a breve termine del sistema di trasporto rapido urbano di Pechino (2007–2015). I progetti originali della linea 16 prevedevano solamente la tratta da Suzhoujie a Yushuzhuang, con un tragitto sotterraneo di 23 km e un totale di 17 stazioni, a copertura dei distretti di Haidian e Fengtai. La tratta nord, da Bei'anhe a Xiyuan, era inizialmente parte di una linea definita provvisoriamente "Haidian Shanhou" e solo successivamente integrata nei progetti della linea 16 come fase II dei piani di sviluppo della linea.
Nell'aprile 2011, infatti, il piano ricevette l'approvazione formale da parte della Commissione per la pianificazione di Pechino. Il 17 maggio successivo, è stato pubblicato il secondo avviso sulla valutazione d'impatto ambientale della linea 16, annunciando che la linea si sarebbe estesa fino a Wanpingcheng, ora stazione capolinea al posto di Yushuzhuang, che rimaneva una stazione prevista nel tragitto. Solamente nel novembre 2013, la Commissione municipale per lo sviluppo e la riforma di Pechino approva lo studio di fattibilità per il tratto Suzhoujie−Wangpingcheng. Nel dicembre 2013, quindi, sono stati avviati ufficialmente i lavori nel distretto di Fengtai.
I lavori subiscono dei rallentamenti rispetto ai programmi originali, tanto che la fase II della linea, ovvero il tratto nord da Bei'anhe a Xiyuan, viene inaugurato prima della fase I, aprendo al pubblico il 31 dicembre 2016.
Il primo tratto della fase I della linea 16 viene inaugurato il 31 dicembre 2020, nel segmento compreso tra Xiyuan e Ganjiakou con l'esclusione delle stazioni Suzhoujie e Erligou. L'anno seguente, il 31 dicembre 2021, la linea viene estesa di una stazione fino alla fermata Yuyuantan Dongmen.
Nel 2022 vengono completate quasi tutte le stazioni rimanenti del tratto sud della linea 16, infatti nel settembre dello stesso anno iniziano le prove di marcia senza passeggeri. Il 31 dicembre 2022 viene inaugurata e resa operativa per il pubblico la tratta tra Yuyuantan Dongmen e Yushuzhuang, ad eccezione della fermata Lize Shangwuqu. Nel tragitto è presente anche una fermata alla stazione Muxidi, che prevede l'interscambio con la linea 1: sulla linea 1, però, non era previsto lo spazio per effettuare dei corridoi per lo scambio sotterraneo tra le due linee e i lavori non sono stati completati in tempo per l'inaugurazione. Attualmente è in vigore un interscambio fuori stazione che consente ai passeggeri di uscire dalla linea 16 e rientrare alla stazione della linea 1 entro 30 minuti, usufruendo della tariffazione continua.
L'anno successivo vengono inaugurate le stazioni rimanenti: il 18 marzo 2023 viene aperta la fermata di Erligou mentre il 30 dicembre successivo viene inaugurato il tratto da Yushuzhuang a Wanpingcheng.
Il 19 gennaio 2025 viene aperta anche l'ultima stazione rimanente, Lize Shangwuqu, completando tutte le fermate previste nel tragitto della linea 16.

### Cronologia delle aperture
| Segmento                        | Inaugurazione    | Lunghezza           | Stazioni | Nome sezione                       |
| ------------------------------- | ---------------- | ------------------- | -------- | ---------------------------------- |
| Bei'anhe — Xiyuan               | 31 dicembre 2016 | 19,6 km             | 9        | Fase II (ex linea Haidian Shanhou) |
| Nongda Nanlu                    | 30 dicembre 2017 | Stazione intermedia | 1        | Fase II (ex linea Haidian Shanhou) |
| Xiyuan — Ganjiakou              | 31 dicembre 2020 | 10,92 km            | 5        | Fase I (sezione centrale)          |
| Ganjiakou — Yuyuantan Dongmen   | 31 dicembre 2021 | 0,97 km             | 1        | Fase I (sezione centrale)          |
| Yuyuantan Dongmen — Yushuzhuang | 31 dicembre 2022 | 14,23 km            | 9        | Fase I (sezione sud)               |
| Erligou                         | 18 marzo 2023    | Stazione intermedia | 1        | Fase I (sezione centrale)          |
| Suzhoujie                       | 30 dicembre 2023 | Stazione intermedia | 1        | Fase I (sezione centrale)          |
| Yushuzhuang — Wanpingcheng      | 30 dicembre 2023 | 2,7 km              | 2        | Fase I (sezione sud)               |
| Lize Shangwuqu                  | 19 gennaio 2025  | Stazione intermedia | 1        | Fase I (sezione sud)               |

## Tratta e servizio
La linea 16 parte dalla stazione di Bei'anhe, nel distretto di Haidian, nella periferia nord-ovest di Pechino, poco fuori il Sesto Anello autostradale della città. Il tragitto si sviluppa inizialmente verso est lungo Beiqing Road e successivamente piega verso sud, seguendo Yongfeng Road, Yuanmingyuan West Road e Wanquanhe Road. Dopo aver superato il ponte di Xiyuan, la linea si dirige a sud-ovest, entrando nel Parco Haidian, dove piega verso est; attraversata la stazione di Wanquanheqiao, torna a dirigersi verso sud lungo Suzhou Street, Wanquanhe Road e entra nel Terzo Anello autostradale.
All’altezza del ponte Zizhu, la linea piega verso est, passando sotto il Parco Zizhuyuan e lo Zoo di Pechino, quindi si dirige verso sud lungo Sanlihe Road. Raggiunta la parte nord di Yuyuantan South Road, attraversa in direzione sud-ovest il fiume Yongding, quindi segue verso sud il lato est di Maolinju East Road. Dopo aver superato il ponte Muxidi, la linea prosegue lungo Muxidi Nanli Road, Dongshuang Beizifen Road e Lianhua River Road.
Attraversato il fiume Lianhua, la linea continua verso sud-est lungo il lato est del fiume, poi piega a sud-ovest passando sotto il cuore del distretto commerciale di Lize, seguendo quindi Xiquxueyuan Road. Successivamente piega a ovest, passa sotto la stazione ferroviaria di Fengtai, quindi si dirige a sud-ovest lungo Zaojia Street e Keyi Road. Arrivata al parco tecnologico di Fengtai, svolta verso ovest seguendo Kexing Road, Fufeng Road e Kandan South Road, per poi piegare a nord all’altezza del parco Yushuzhuang. Infine, dopo aver svoltato a ovest su Liuzhuangzi Road e attraversato l’autostrada Pechino–Hong Kong–Macao e la ferrovia, la linea si dirige a sud-ovest e termina alla stazione di Wanpingcheng.

### Tariffazione e orari
La tariffazione parte da un prezzo di ¥3 (circa €0,40) a seconda della distanza di viaggio totale da percorrere, fino a un massimo di ¥7 (circa €0,80) per percorrere tutta la linea. In direzione Wanpingcheng, i treni della linea 16 effettuano servizio dal capolinea di Bei'anhe dalle 5:13 alle 22:34. Nella direzione opposta, dal capolinea di Wanpingcheng, i convogli sono attivi dalle 5:00 alle 22:39.

## Percorso e stazioni

### Percorso
| Unknown route-map component "uKDSTCCa" |

| Urban tunnel station on track |

| Transverse water | Unknown route-map component "utKRZW" | Transverse water |

| Urban tunnel station on track |

| Transverse water | Unknown route-map component "utKRZW" | Transverse water |

| Urban tunnel station on track |

| Transverse water | Unknown route-map component "utKRZW" | Transverse water |

| Urban tunnel station on track |

| Transverse water | Unknown route-map component "utKRZW" | Transverse water |

| Transverse water | Unknown route-map component "utKRZW" | Transverse water |

| Urban tunnel station on track |

| Transverse water | Unknown route-map component "utKRZW" | Transverse water |

| Urban tunnel station on track |

| Urban tunnel station on track |

| Urban tunnel station on track |

| Urban tunnel station on track |

| Transverse water | Unknown route-map component "utKRZW" | Transverse water |

| Unknown route-map component "utCONTgq" | Unknown route-map component "utSTR+r" | Urban tunnel straight track |  |  |

| Urban tunnel station on track + Unknown route-map component "HUBaq" | Urban tunnel station on track + Unknown route-map component "HUBeq" |  |

| Unknown route-map component "utSTRl" | Unknown route-map component "utKRZtu" | Unknown route-map component "utCONTfq" |

| Urban tunnel station on track |

| Transverse water | Unknown route-map component "utKRZW" | Transverse water |

|  | Urban tunnel station on track + Unknown route-map component "HUB2" | Unknown route-map component "HUBc3" |

|  | Unknown route-map component "utCONTgq" | Unknown route-map component "utKRZtu" + Unknown route-map component "HUBc1" | Unknown route-map component "utBHFq" + Unknown route-map component "HUB4" | Unknown route-map component "utCONTfq" |

|  | Unknown route-map component "utCONTgq" | Unknown route-map component "utTINTt" | Unknown route-map component "utSTRq" | Unknown route-map component "utCONTfq" |

| Urban tunnel station on track |

| Transverse water | Unknown route-map component "utKRZW" | Unknown route-map component "WASSER+r" |

| Unknown route-map component "WASSER+l" | Unknown route-map component "utKRZW" | Water straight and to right |

| Water | Urban tunnel station on track + Unknown route-map component "HUBaq" | Unknown route-map component "HUBlg" |

| Unknown route-map component "utCONTgq" | Unknown route-map component "uWKRZt" | Unknown route-map component "utKRZtu" | Unknown route-map component "XPLTa" + Unknown route-map component "utKBHFeq" + Unknown route-map component "HUB" |  |

| Unknown route-map component "utSTR+l" | Unknown route-map component "uWKRZt" | Unknown route-map component "utKRZtu" | Unknown route-map component "utXBHF-Lq" + Unknown route-map component "HUBe" | Unknown route-map component "utCONTfq" |

| Urban tunnel straight track | Unknown route-map component "WASSERl" | Unknown route-map component "utKRZW" | Transverse water |  |

| Unknown route-map component "utSTRl" | Unknown route-map component "utSTRq" | Unknown route-map component "utKRZtu" | Unknown route-map component "utCONTfq" |  |

| Unknown route-map component "utCONTgq" | Unknown route-map component "utTINTt" | Unknown route-map component "utCONTfq" |

| Urban tunnel station on track |

| Urban tunnel station on track |

|  | Unknown route-map component "KBL2" + Urban tunnel station on track | Unknown route-map component "BLc3" |

|  | Unknown route-map component "utCONTgq" | Unknown route-map component "BLc1" + Unknown route-map component "utKRZtu" | Unknown route-map component "KBL4" + Unknown route-map component "utBHFq" | Unknown route-map component "utCONTfq" |

| Transverse water | Unknown route-map component "utKRZW" | Transverse water |

| Unknown route-map component "CONTgq" | Unknown route-map component "umtKRZ" | Unknown route-map component "CONTfq" |

|  | Urban tunnel station on track + Unknown route-map component "HUB2" | Unknown route-map component "HUBc3" |

|  | Unknown route-map component "utCONTgq" | Unknown route-map component "utKRZtu" + Unknown route-map component "HUBc1" | Unknown route-map component "utBHFq" + Unknown route-map component "HUB4" | Unknown route-map component "utCONTfq" |

| Urban tunnel station on track |

| Transverse water | Unknown route-map component "utKRZW" | Transverse water |

| Unknown route-map component "utCONTgq" | Unknown route-map component "utABZq+r" | Unknown route-map component "utTINTt" + Unknown route-map component "HUB2" | Unknown route-map component "utSTRq" + Unknown route-map component "HUBc3" | Unknown route-map component "utCONTfq" |

|  | Urban tunnel straight track | Urban tunnel straight track + Unknown route-map component "HUBc1" | Unknown route-map component "uextKBHFaq" + Unknown route-map component "HUB4" | Unknown route-map component "uextCONTfq" |

| Unknown route-map component "utKRWl" | Unknown route-map component "utKRWg+r" |  |

| Transverse water | Unknown route-map component "utKRZW" | Transverse water |

| Unknown route-map component "HUBrg" | Urban tunnel station on track + Unknown route-map component "HUBeq" |  |

| Unknown route-map component "utKBHFaq" + Unknown route-map component "HUBe" | Unknown route-map component "utKRZt" | Unknown route-map component "utCONTfq" |

|  | Unknown route-map component "STR+l" | Unknown route-map component "umtKRZ" | Transverse track | Unknown route-map component "CONTfq" |

| Station on track + Unknown route-map component "HUB2" | Urban tunnel straight track + Unknown route-map component "HUBc3" | Express railway |

| Unknown route-map component "utCONTgq" | Unknown route-map component "mKRZt" + Unknown route-map component "HUBc1" | Unknown route-map component "utTINTt" + Unknown route-map component "HUB4" | Unknown route-map component "utSTRq" | Unknown route-map component "utCONTfq" |

| Unknown route-map component "CONTgq" | One way rightward | Urban tunnel straight track |  |  |

| Unknown route-map component "utCONTgq" | Unknown route-map component "utSTR+r" | Urban tunnel straight track |  |  |

| Urban tunnel station on track + Unknown route-map component "HUBaq" | Urban tunnel station on track + Unknown route-map component "HUBeq" |  |

|  | Unknown route-map component "utSTRl" | Unknown route-map component "utKRZtu" | Unknown route-map component "utSTRq" | Unknown route-map component "utCONTfq" |

| Urban tunnel station on track |

|  | Unknown route-map component "CONTgq" | Unknown route-map component "umtKRZ" | Non-passenger station/depot on transverse track | Unknown route-map component "CONTfq" |

| Urban tunnel station on track |

| Urban tunnel station on track |

| Unknown route-map component "uKDSTCCaq" | Unknown route-map component "utABZgr" |  |

| Urban tunnel station on track |

|  | Unknown route-map component "CONTgq" | Unknown route-map component "umtKRZ" | Non-passenger station/depot on transverse track | Unknown route-map component "CONTfq" |

| Urban End station in tunnel |

### Stazioni
|                      | Nome stazione                | Nome in cinese, pinyin | Percorrenza (ore) | Distanza (km)               | Interscambi |
| -------------------- | ---------------------------- | ---------------------- | ----------------- | --------------------------- | ----------- |
| Bei'anhe             | 北安河 Běi'ānhé              | 0:00                   | 0,00              |                             |             |
| Wenyanglu            | 温阳路 Wēnyánglù             | 0:03                   | 2,65              |                             |             |
| Daoxianghulu         | 稻香湖路 Dàoxiānghúlù        | 0:06                   | 4,96              |                             |             |
| Tundian              | 屯佃 Túndiàn                 | 0:10                   | 7,31              |                             |             |
| Yongfeng             | 永丰 Yǒngfēng                | 0:13                   | 9,27              |                             |             |
| Yongfengnan          | 永丰南 Yǒngfēngnán           | 0:15                   | 10,58             |                             |             |
| Xibeiwang            | 西北旺 Xīběiwàng             | 0:19                   | 12,68             |                             |             |
| Malianwa             | 马连洼 Mǎliánwā              | 0:22                   | 14,87             |                             |             |
| Nongda Nanlu         | 农大南路 Nóngdà nánlù        | 0:25                   | 16,38             |                             |             |
| Xiyuan               | 西苑 Xīyuàn                  | 0:28                   | 19,07             |                             |             |
| Wanquanheqiao        | 万泉河桥 Wànquánhéqiáo       | 0:32                   | 21,05             |                             |             |
| Suzhoujie            | 苏州街 Sūzhōujiē             | 0:35                   | 22,53             |                             |             |
| Suzhouqiao           | 苏州桥 Sūzhōuqiáo            | 0:38                   | 24,02             |                             |             |
| Wanshousi            | 万寿寺 Wànshòusì             | 0:41                   | 25,63             |                             |             |
| Biblioteca nazionale | 国家图书馆 Guójiā túshūguǎn  | 0:44                   | 27,35             | (interservizio con linea 9) |             |
| Erligou              | 二里沟 Èrlǐgōu               | 0:47                   | 28,93             |                             |             |
| Ganjiakou            | 甘家口 Gānjiākǒu             | 0:50                   | 29,97             |                             |             |
| Yuyuantan Dongmen    | 玉渊潭东门 Yùyuāntán dōngmén | 0:52                   | 30,94             |                             |             |
| Muxidi               | 木樨地 Mùxīdì                | 0:54                   | 31,50             |                             |             |
| Daguanying           | 达官营 Dáguānyíng            | 0:57                   | 33,50             |                             |             |
| Honglian Nanlu       | 红莲南路 Hónglián nánlù      | 1:00                   | 35,05             |                             |             |
| Lize Shangwuqu       | 丽泽商务区 Lìzé Shāngwùqū    | 1:03                   | 36,29             | ()                          |             |
| Dongguantounan       | 东管头南 Dōngguǎntóunán      | 1:06                   | 38,09             |                             |             |
| Fengtai              | 丰台站 Fēngtái zhàn          | 1:09                   | 39,88             | Fengtai                     |             |
| Fengtai Nanlu        | 丰台南路 Fēngtái nánlù       | 1:12                   | 41,30             | (interservizio con linea 9) |             |
| Fufengqiao           | 富丰桥 Fùfēngqiáo            | 1:14                   | 42,48             |                             |             |
| Kandan               | 看丹 Kāndān                  | 1:17                   | 43,70             |                             |             |
| Yushuzhuang          | 榆树庄 Yúshùzhuāng           | 1:19                   | 45,14             |                             |             |
| Hongtaizhuang        | 洪泰庄 Hóngtàizhuāng         | 1:22                   | 46,82             |                             |             |
| Wanpingcheng         | 宛平城 Wǎnpíngchéng          | 1:25                   | 48,53             |                             |             |

## Materiale rotabile

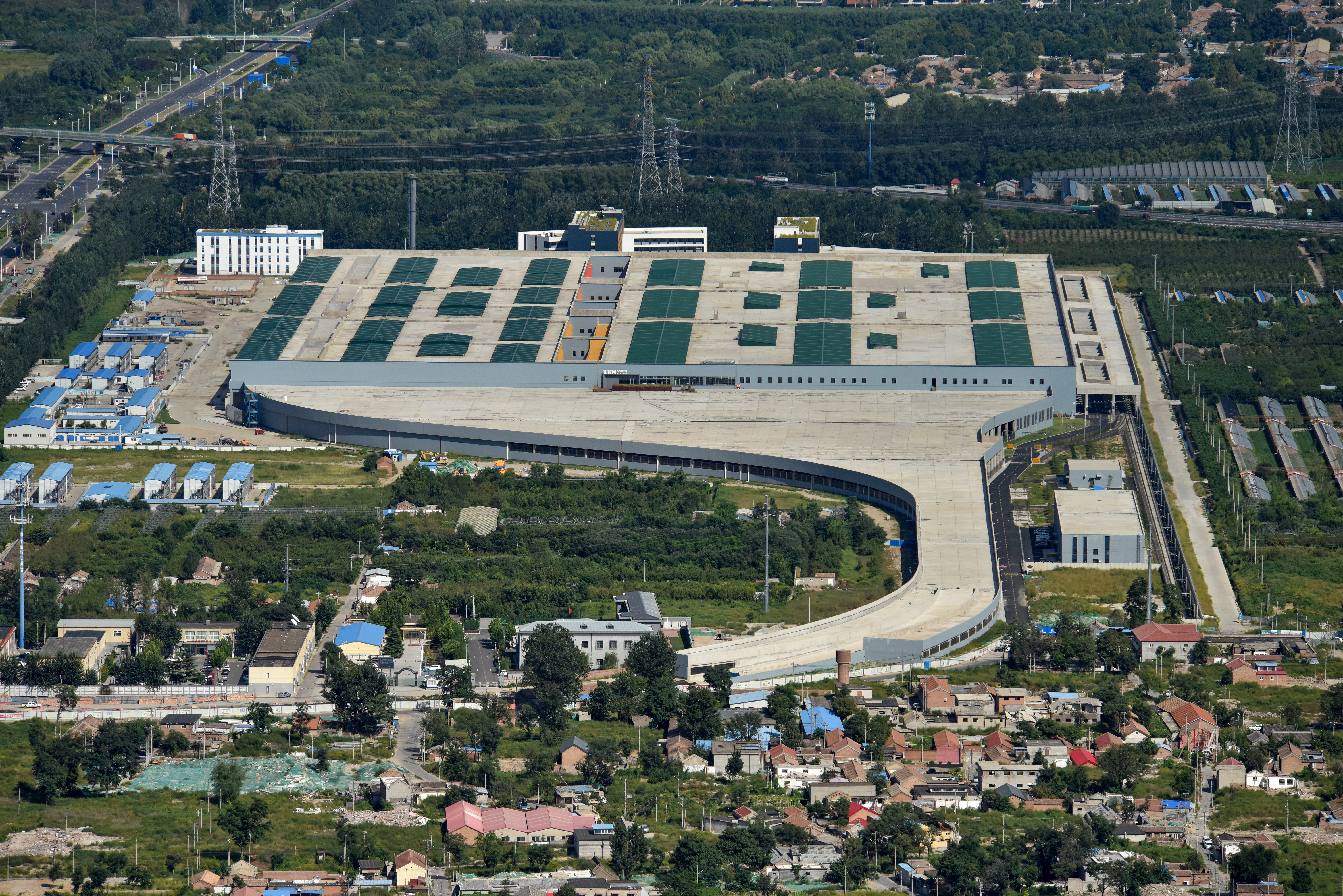
Deposito di Bei'anhe.

La linea 16 utilizza treni di tipo A composti da 8 carrozze, con modelli DKZ93 e SFM40. I 35 convogli DKZ93, per un totale di 280 carrozze, sono stati prodotti dalla CRRC Changchun Railway Vehicles Co., mentre i 29 convogli SFM40, per un totale di 232 carrozze, sono stati realizzati dalla CRRC Qingdao Sifang Co. I treni hanno una carrozzeria in acciaio inox, una velocità massima di esercizio di 80 km/h e una configurazione motrice con 6 carrozze motorizzate e 2 rimorchiate. La linea 16 è la prima a Pechino, e la quarta nella Cina continentale, a impiegare treni di tipo A a 8 carrozze. Ogni carrozza è lunga 22 metri e larga 3 metri e la capacità nominale è di 2.480 passeggeri, con un massimo di 3.456. Ogni carrozza dispone di 5 porte per lato, una in più rispetto ai treni di tipo B, per agevolare il flusso di passeggeri durante le ore di punta e garantire salite e discese più rapide.

### Deposito
La linea è servita da due depositi principali: il deposito di Bei'anhe e quello di Yushuzhuang. Il deposito di Bei'anhe ospita 11 edifici per una superficie totale di 324.000 metri quadrati. Qui si effettuano sosta, manutenzione, lavaggio, revisioni dei treni e riparazioni delle apparecchiature e dei veicoli da manutenzione. Il deposito di Yushuzhuang, invece, copre un’area di circa 228.800 metri quadrati. È lungo circa 1.200 metri e largo 270 metri, con 12 edifici per un totale di 266.400 metri quadrati di superficie edificata.
| Modello | Immagine | Produttore                      | Anno di produzione | In servizio | Numeri di serie | Deposito             |
| ------- | -------- | ------------------------------- | ------------------ | ----------- | --------------- | -------------------- |
| DKZ93   |          | CRRC Changchun Railway Vehicles | 2016               | 35          | 301–335         | Bei'anhe Yushuzhuang |
| SFM40   |          | CRRC Qingdao Sifang             | 2016               | 29          | 336–364         | Bei'anhe Yushuzhuang |